# Liste der Auszeichnungen und Nominierungen von Blackpink

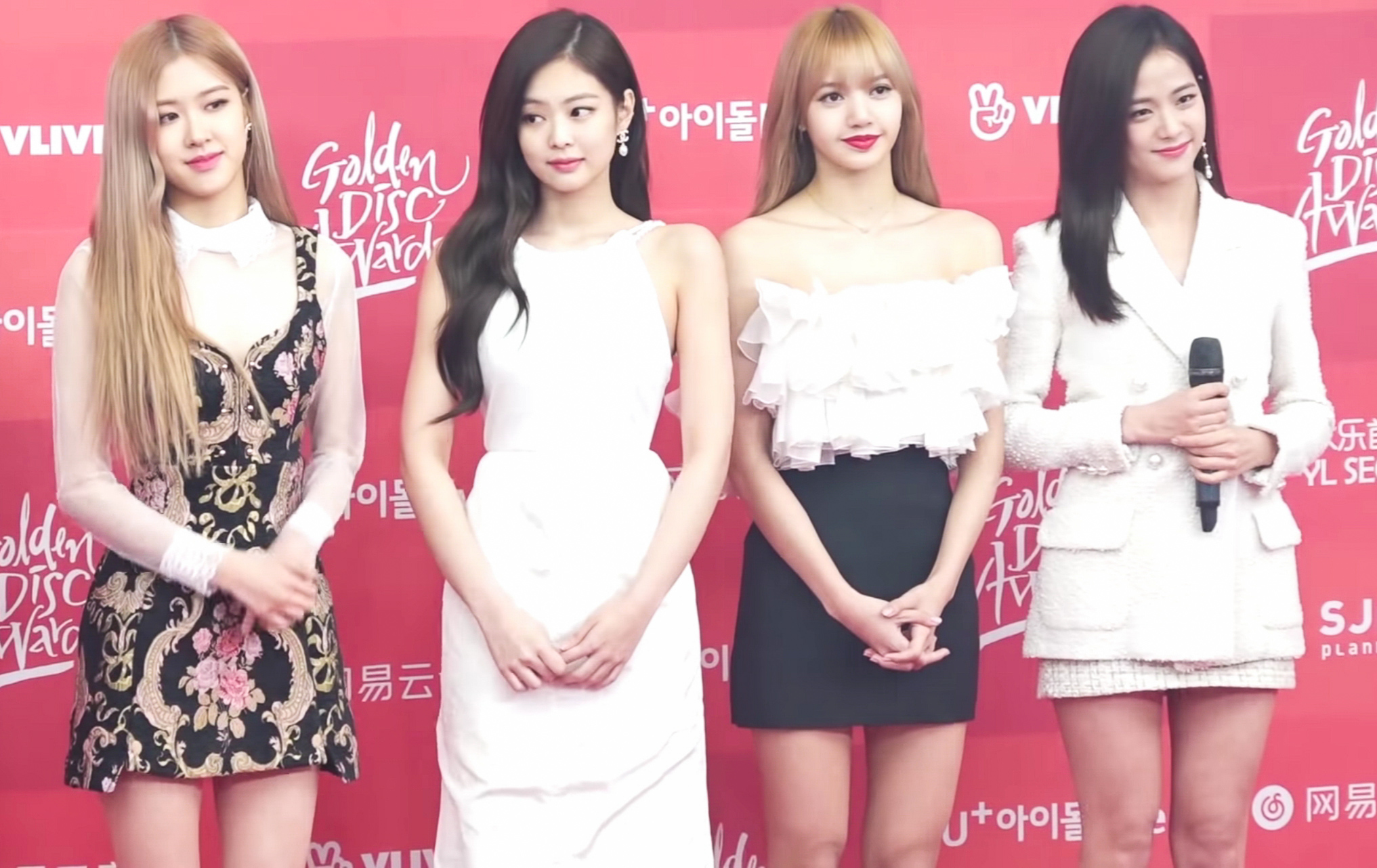
Blackpink bei den Golden Disc Awards 2019

Dies ist eine Liste der Auszeichnungen und Nominierungen der südkoreanischen Girlgroup Blackpink, die 2016 von YG Entertainment gegründet wurde. Blackpink erhielt bisher 142 Nominierungen und davon 55 Auszeichnungen. Außerdem konnte die Gruppe insgesamt 45 Mal Platz 1 bei einer Musik-Show erreichen.

## Südkorea

### APAN Awards
| Jahr | Kategorie                      | Für       | Ergebnis  | Quelle |
| ---- | ------------------------------ | --------- | --------- | ------ |
| 2020 | Top 10 Artist                  | Blackpink | Nominiert | [ 1 ]  |
| 2020 | Best Music Video               | Blackpink | Gewonnen  | [ 1 ]  |
| 2020 | Best Performance               | Blackpink | Nominiert | [ 1 ]  |
| 2020 | Idol Champ Global Pick (Group) | Blackpink | Gewonnen  | [ 1 ]  |
| 2020 | Idol Champ Fan’s Pick (Group)  | Blackpink | Nominiert | [ 1 ]  |
| 2020 | KT Seezn Star Award (Singer)   | Blackpink | Nominiert | [ 1 ]  |

### Asia Artist Awards
| Jahr | Kategorie                              | Für       | Ergebnis  | Quelle |
| ---- | -------------------------------------- | --------- | --------- | ------ |
| 2016 | Most Popular Artists (Singer) – Top 50 | Blackpink | Nominiert | [ 2 ]  |
| 2016 | Rookie Award                           | Blackpink | Gewonnen  | [ 3 ]  |
| 2017 | Most Popular Artists (Singer) – Top 50 | Blackpink | Nominiert | [ 4 ]  |
| 2018 | Most Popular Artists (Singer) – Top 50 | Blackpink | Nominiert | [ 5 ]  |
| 2021 | U+ Idol Live Popularity Award (Singer) | Blackpink | Gewonnen  | [ 6 ]  |

### Gaon Chart Music Awards
| Jahr | Kategorie                      | Für               | Ergebnis  | Quelle |
| ---- | ------------------------------ | ----------------- | --------- | ------ |
| 2017 | Rookie of the Year (Digital)   | Blackpink         | Gewonnen  | [ 7 ]  |
| 2017 | Song of the Year – August      | Whistle           | Gewonnen  | [ 7 ]  |
| 2017 | Song of the Year – November    | Playing With Fire | Gewonnen  | [ 7 ]  |
| 2018 | World Rookie Award             | Blackpink         | Gewonnen  | [ 8 ]  |
| 2019 | Song of the Year – Juni        | Forever Young     | Nominiert | [ 9 ]  |
| 2019 | Song of the Year – Juni        | Ddu-du Ddu-du     | Gewonnen  | [ 10 ] |
| 2020 | Song of the Year – April       | Kill This Love    | Nominiert | [ 11 ] |
| 2020 | Album of the Year – 2. Quartal | Kill This Love    | Nominiert | [ 11 ] |
| 2021 | Song of the Year – Juni        | How You Like That | Gewonnen  | [ 12 ] |
| 2021 | Song of the Year – Oktober     | Lovesick Girls    | Gewonnen  | [ 12 ] |
| 2021 | Social Hot Star of the Year    | Blackpink         | Gewonnen  | [ 12 ] |
| 2021 | Mubeat Global Choice Award     | Blackpink         | Gewonnen  | [ 12 ] |

### Golden Disk Awards
| Jahr | Kategorie                     | Für                  | Ergebnis  | Quelle               |
| ---- | ----------------------------- | -------------------- | --------- | -------------------- |
| 2017 | New Artist of the Year        | Blackpink            | Gewonnen  | [ 13 ]               |
| 2017 | Popularity Award              | Blackpink            | Nominiert | [ 14 ]               |
| 2017 | Asian Choice Popularity Award | Blackpink            | Nominiert | [ 14 ]               |
| 2017 | Digital Bonsang               | Whistle              | Nominiert | [ 14 ]               |
| 2018 | Digital Daesang               | As If It’s Your Last | Nominiert | [ 15 ]               |
| 2018 | Digital Bonsang               | As If It’s Your Last | Gewonnen  | [ 16 ]               |
| 2018 | Global Popularity Award       | Blackpink            | Nominiert | [ 15 ]               |
| 2019 | Digital Daesang               | Ddu-du Ddu-du        | Nominiert | [ 17 ]               |
| 2019 | Digital Bonsang               | Ddu-du Ddu-du        | Gewonnen  | [ 18 ]               |
| 2019 | Cosmopolitan Artist Award     | Blackpink            | Gewonnen  | [ 18 ]               |
| 2020 | Digital Bonsang               | Kill This Love       | Nominiert | [ 19 ]               |
| 2020 | Popularity Award              | Blackpink            | Nominiert | [ 19 ]               |
| 2021 | Digital Bonsang               | How You Like That    | Gewonnen  | [ 20 ] [ 21 ] [ 22 ] |
| 2021 | Album Bonsang                 | The Album            | Gewonnen  | [ 20 ] [ 21 ] [ 22 ] |
| 2021 | Popularity Award              | Blackpink            | Nominiert | [ 20 ] [ 21 ] [ 22 ] |

### Korea First Brand Awards
| Jahr | Kategorie   | Für       | Ergebnis | Quelle |
| ---- | ----------- | --------- | -------- | ------ |
| 2021 | Female Idol | Blackpink | Gewonnen | [ 23 ] |

### Korea Popular Music Awards
| Jahr | Kategorie              | Für           | Ergebnis  | Quelle |
| ---- | ---------------------- | ------------- | --------- | ------ |
| 2018 | Best Artist            | Blackpink     | Nominiert | [ 24 ] |
| 2018 | Best Digital Song      | Ddu-du Ddu-du | Nominiert | [ 24 ] |
| 2018 | Best Group Dance Track | Ddu-du Ddu-du | Nominiert | [ 24 ] |
| 2018 | Popularity Award       | Blackpink     | Nominiert | [ 24 ] |

### M2 X Genie Music Awards
| Jahr | Kategorie             | Für       | Ergebnis  | Quelle |
| ---- | --------------------- | --------- | --------- | ------ |
| 2019 | The Female Group      | Blackpink | Nominiert | [ 25 ] |
| 2019 | The Performing Artist | Blackpink | Nominiert | [ 25 ] |

### MBC Plus X Genie Music Awards
| Jahr | Kategorie                     | Für           | Ergebnis  | Quelle |
| ---- | ----------------------------- | ------------- | --------- | ------ |
| 2018 | Best Female Group             | Blackpink     | Nominiert | [ 26 ] |
| 2018 | Best Female Dance Performance | Ddu-du Ddu-du | Nominiert | [ 26 ] |
| 2018 | Artist of the Year            | Blackpink     | Nominiert | [ 26 ] |
| 2018 | Song of the Year              | Ddu-du Ddu-du | Nominiert | [ 26 ] |
| 2018 | Genie Music Popularity Award  | Blackpink     | Nominiert | [ 26 ] |

### Melon Music Awards
| Jahr | Kategorie              | Für                  | Ergebnis  | Quelle |
| ---- | ---------------------- | -------------------- | --------- | ------ |
| 2016 | Best New Artist        | Blackpink            | Gewonnen  | [ 27 ] |
| 2017 | Top 10 Artists         | Blackpink            | Nominiert | [ 28 ] |
| 2017 | Kakao Hot Star Award   | Blackpink            | Nominiert | [ 28 ] |
| 2017 | Best Female Dance      | As If It’s Your Last | Nominiert | [ 28 ] |
| 2017 | Song of the Year       | As If It’s Your Last | Nominiert | [ 28 ] |
| 2018 | Top 10 Artists         | Blackpink            | Gewonnen  | [ 29 ] |
| 2018 | Artist of the Year     | Blackpink            | Nominiert | [ 30 ] |
| 2018 | Album of the Year      | Square Up            | Nominiert | [ 30 ] |
| 2018 | Song of the Year       | Ddu-du Ddu-du        | Nominiert | [ 31 ] |
| 2018 | Best Female Dance      | Ddu-du Ddu-du        | Gewonnen  | [ 30 ] |
| 2019 | Best Rap/Hip Hop Track | Kill This Love       | Nominiert | [ 32 ] |
| 2020 | Top 10 Artist          | Blackpink            | Gewonnen  | [ 33 ] |
| 2020 | Best Female Dance      | How You Like That    | Gewonnen  | [ 33 ] |

### Mnet Asian Music Awards(MAMA Awards)
| Jahr | Kategorie                             | Für               | Ergebnis  | Quelle        |
| ---- | ------------------------------------- | ----------------- | --------- | ------------- |
| 2016 | Best New Artist (Female Group)        | Blackpink         | Nominiert | [ 34 ]        |
| 2016 | Artist of the Year                    | Blackpink         | Nominiert | [ 34 ]        |
| 2016 | Best of Next Artist Award             | Blackpink         | Gewonnen  | [ 35 ]        |
| 2016 | Best Music Video                      | Whistle           | Gewonnen  | [ 35 ]        |
| 2017 | 2017 Favorite KPOP Star               | Blackpink         | Nominiert | [ 36 ]        |
| 2017 | Best Female Group                     | Blackpink         | Nominiert | [ 36 ]        |
| 2017 | Artist of the Year                    | Blackpink         | Nominiert | [ 36 ]        |
| 2018 | Global Top 10 Fan’s Choice            | Blackpink         | Gewonnen  | [ 37 ]        |
| 2018 | Worldwide Icon of the Year            | Blackpink         | Nominiert | [ 38 ]        |
| 2018 | Favorite Dance Artist (Female)        | Blackpink         | Nominiert | [ 38 ]        |
| 2018 | Best Female Group                     | Blackpink         | Nominiert | [ 38 ]        |
| 2018 | Best Music Video                      | Ddu-Du Ddu-Du     | Nominiert | [ 38 ]        |
| 2018 | Best Dance Performance – Female Group | Ddu-Du Ddu-Du     | Nominiert | [ 38 ]        |
| 2018 | Song of the Year                      | Ddu-Du Ddu-Du     | Nominiert | [ 38 ]        |
| 2018 | Artist of the Year                    | Blackpink         | Nominiert | [ 38 ]        |
| 2019 | Best Female Group                     | Blackpink         | Nominiert | [ 39 ]        |
| 2019 | Artist of the Year                    | Blackpink         | Nominiert | [ 39 ]        |
| 2019 | Worldwide Fans’ Choice Top 10         | Blackpink         | Gewonnen  | [ 40 ]        |
| 2019 | Best Dance Performance – Female Group | Kill This Love    | Nominiert | [ 39 ]        |
| 2019 | Song of the Year                      | Kill This Love    | Nominiert | [ 39 ]        |
| 2020 | Artist of the Year                    | Blackpink         | Nominiert | [ 41 ] [ 42 ] |
| 2020 | Best Female Group                     | Blackpink         | Gewonnen  | [ 41 ] [ 42 ] |
| 2020 | Worldwide Fans’ Choice Top 10         | Blackpink         | Gewonnen  | [ 41 ] [ 42 ] |
| 2020 | Song of the Year                      | How You Like That | Nominiert | [ 41 ] [ 42 ] |
| 2020 | Best Dance Performance – Female Group | How You Like That | Gewonnen  | [ 41 ] [ 42 ] |

### Seoul Music Awards
| Jahr | Kategorie               | Für       | Ergebnis  | Quelle |
| ---- | ----------------------- | --------- | --------- | ------ |
| 2017 | Bonsang Award           | Blackpink | Nominiert | [ 43 ] |
| 2017 | Popularity Award        | Blackpink | Nominiert | [ 43 ] |
| 2017 | Hallyu Special Award    | Blackpink | Nominiert | [ 43 ] |
| 2017 | New Artist of the Year  | Blackpink | Gewonnen  | [ 44 ] |
| 2018 | Daesang Award           | Blackpink | Nominiert | [ 45 ] |
| 2018 | Bonsang Award           | Blackpink | Gewonnen  | [ 46 ] |
| 2018 | Popularity Award        | Blackpink | Nominiert | [ 45 ] |
| 2018 | Hallyu Special Award    | Blackpink | Nominiert | [ 45 ] |
| 2019 | Bonsang Award           | Blackpink | Nominiert | [ 47 ] |
| 2019 | Popularity Award        | Blackpink | Nominiert | [ 47 ] |
| 2019 | K-Wave Popularity Award | Blackpink | Nominiert | [ 47 ] |
| 2020 | Bonsang Award           | Blackpink | Nominiert | [ 48 ] |
| 2020 | Popularity Award        | Blackpink | Nominiert | [ 48 ] |
| 2020 | K-Wave Popularity Award | Blackpink | Nominiert | [ 48 ] |
| 2021 | Bonsang Award           | Blackpink | Nominiert | [ 49 ] |
| 2021 | Popularity Award        | Blackpink | Nominiert | [ 49 ] |
| 2021 | K-Wave Popularity Award | Blackpink | Nominiert | [ 49 ] |

### Soribada Best K-Music Awards
| Jahr | Kategorie        | Für       | Ergebnis  | Quelle |
| ---- | ---------------- | --------- | --------- | ------ |
| 2017 | Bonsang Award    | Blackpink | Nominiert | [ 50 ] |
| 2017 | Popularity Award | Blackpink | Nominiert | [ 50 ] |
| 2018 | Bonsang Award    | Blackpink | Nominiert | [ 51 ] |
| 2018 | Popularity Award | Blackpink | Nominiert | [ 51 ] |

## International

### BreakTudo Awards
| Jahr | Kategorie                             | Für                 | Ergebnis  | Quelle |
| ---- | ------------------------------------- | ------------------- | --------- | ------ |
| 2018 | K-pop Female Group                    | Blackpink           | Nominiert | [ 52 ] |
| 2018 | Favorite K-Pop Group                  | Blackpink           | Nominiert | [ 52 ] |
| 2018 | Video of the Year                     | Ddu-du Ddu-du       | Nominiert | [ 52 ] |
| 2019 | K-Pop Female Group                    | Blackpink           | Gewonnen  | [ 53 ] |
| 2019 | International Music Video of the Year | Kill This Love      | Gewonnen  | [ 53 ] |
| 2019 | Boom Video of the Year                | Kill This Love      | Gewonnen  | [ 53 ] |
| 2019 | Collaboration of the Year             | Kiss and Make Up 1) | Gewonnen  | [ 53 ] |
| 2020 | International Group                   | Blackpink           | Nominiert | [ 54 ] |
| 2020 | K-Pop Female Group                    | Blackpink           | Nominiert | [ 54 ] |
| 2020 | International Fandoms                 | Blackpink           | Nominiert | [ 54 ] |
| 2020 | International Hit                     | How You Like That   | Nominiert | [ 54 ] |
| 2020 | Collaboration of the Year             | Sour Candy 2)       | Nominiert | [ 54 ] |

### E! People’s Choice Awards
| Jahr | Kategorie            | Für            | Ergebnis | Quelle |
| ---- | -------------------- | -------------- | -------- | ------ |
| 2019 | Group of 2019        | Blackpink      | Gewonnen | [ 55 ] |
| 2019 | Concert Tour of 2019 | Blackpink      | Gewonnen | [ 55 ] |
| 2019 | Music Video of 2019  | Kill This Love | Gewonnen | [ 55 ] |

### iHeartRadio Music Awards
| Jahr | Kategorie                                          | Für            | Ergebnis  | Quelle        |
| ---- | -------------------------------------------------- | -------------- | --------- | ------------- |
| 2020 | Best Music Video (Socially Voted Category)         | Kill This Love | Nominiert | [ 56 ] [ 57 ] |
| 2020 | Favorite Music Video Choreography (Socially Voted) | Kill This Love | Gewonnen  | [ 56 ] [ 57 ] |

### Japan Gold Disc Awards
| Jahr | Kategorie                 | Für       | Ergebnis | Quelle |
| ---- | ------------------------- | --------- | -------- | ------ |
| 2018 | Best 3 New Artists (Asia) | Blackpink | Gewonnen | [ 58 ] |

### Kids’ Choice Awards
| Jahr | Kategorie                         | Für       | Ergebnis  | Quelle |
| ---- | --------------------------------- | --------- | --------- | ------ |
| 2019 | Favorite Global Music Star (Asia) | Blackpink | Nominiert | [ 59 ] |

### MTV Europe Music Awards
| Jahr | Kategorie                             | Für       | Ergebnis  | Quelle |
| ---- | ------------------------------------- | --------- | --------- | ------ |
| 2019 | Best Group                            | Blackpink | Nominiert | [ 60 ] |
| 2020 | Best Group                            | Blackpink | Nominiert | [ 61 ] |
| 2020 | Biggest Fans                          | Blackpink | Nominiert | [ 61 ] |
| 2020 | Best Collaboration (mit Selena Gomez) | Ice Cream | Nominiert | [ 61 ] |

### MTV Video Music Awards
| Jahr | Kategorie                  | Für                          | Ergebnis  | Quelle        |
| ---- | -------------------------- | ---------------------------- | --------- | ------------- |
| 2019 | Best Group                 | Blackpink                    | Nominiert | [ 62 ]        |
| 2019 | Best K-Pop                 | Kill This Love               | Nominiert | [ 63 ]        |
| 2020 | Best Group                 | Blackpink                    | Nominiert | [ 64 ] [ 65 ] |
| 2020 | Song of Summer             | How You Like That            | Gewonnen  | [ 64 ] [ 65 ] |
| 2021 | Best K-Pop                 | Ice Cream                    | Nominiert | [ 66 ]        |
| 2022 | Best Group                 | Blackpink                    | Nominiert | [ 67 ] [ 68 ] |
| 2022 | Best Metaverse Performance | Blackpink the Virtual (PUBG) | Gewonnen  | [ 67 ] [ 68 ] |
| 2023 | Best Art Direction         | Pink Venom                   | Nominiert | [ 69 ] [ 70 ] |
| 2023 | Best Choreography          | Pink Venom                   | Gewonnen  | [ 69 ] [ 70 ] |
| 2023 | Best Editing               | Pink Venom                   | Nominiert | [ 69 ] [ 70 ] |
| 2023 | Best Group                 | Blackpink                    | Gewonnen  | [ 69 ] [ 70 ] |
| 2023 | Best K-Pop                 | Pink Venom                   | Nominiert | [ 69 ] [ 70 ] |
| 2023 | Show of the Summer         | Blackpink                    | Nominiert | [ 69 ] [ 70 ] |

### MTV Video Music Awards Japan
| Jahr | Kategorie        | Für           | Ergebnis | Quelle |
| ---- | ---------------- | ------------- | -------- | ------ |
| 2018 | Best Dance Video | Ddu-Du Ddu-Du | Gewonnen | [ 71 ] |

### Teen Choice Awards
| Jahr | Kategorie                   | Für             | Ergebnis  | Quelle        |
| ---- | --------------------------- | --------------- | --------- | ------------- |
| 2018 | Choice International Artist | Blackpink       | Nominiert | [ 72 ]        |
| 2018 | Choice Next Big Thing       | Blackpink       | Nominiert | [ 72 ]        |
| 2018 | Choice Fandom               | Blackpink       | Nominiert | [ 72 ]        |
| 2019 | Choice International Artist | Blackpink       | Nominiert | [ 73 ] [ 74 ] |
| 2019 | Choice Summer Tour          | World Tour 2019 | Nominiert | [ 73 ] [ 74 ] |
| 2019 | Choice Song: Group          | Ddu-Du Ddu-Du   | Gewonnen  | [ 73 ] [ 74 ] |

## Sonstige Awards

### Busan One Asia Festival Awards
| Jahr | Kategorie        | Für       | Ergebnis | Quelle |
| ---- | ---------------- | --------- | -------- | ------ |
| 2017 | Style Icon Award | Blackpink | Gewonnen | [ 75 ] |

### ELLE Style Awards Korea
| Jahr | Kategorie          | Für       | Ergebnis | Quelle |
| ---- | ------------------ | --------- | -------- | ------ |
| 2018 | K-STYLE Icon Award | Blackpink | Gewonnen | [ 76 ] |

### The Shorty Awards
| Jahr | Kategorie     | Für       | Ergebnis | Quelle |
| ---- | ------------- | --------- | -------- | ------ |
| 2019 | Best in Music | Blackpink | Gewonnen | [ 77 ] |

### V Live Awards
| Jahr | Kategorie                        | Für       | Ergebnis  | Quelle |
| ---- | -------------------------------- | --------- | --------- | ------ |
| 2017 | Global Rookie Top 5              | Blackpink | Gewonnen  | [ 78 ] |
| 2018 | Global Artist Top 10             | Blackpink | Gewonnen  | [ 79 ] |
| 2019 | Artist Top 10                    | Blackpink | Gewonnen  | [ 80 ] |
| 2019 | Channel with 1 million followers | Blackpink | Nominiert | [ 81 ] |

## Musik-Shows

### Inkigayo
| Jahr | Datum         | Titel                |
| ---- | ------------- | -------------------- |
| 2016 | 21. August    | Whistle              |
| 2016 | 11. September | Whistle              |
| 2016 | 27. November  | Playing With Fire    |
| 2016 | 4. Dezember   | Playing With Fire    |
| 2017 | 2. Juli       | As If It’s Your Last |
| 2017 | 9. Juli       | As If It’s Your Last |
| 2017 | 16. Juli      | As If It’s Your Last |
| 2018 | 24. Juni      | Ddu-du Ddu-du        |
| 2018 | 1. Juli       | Ddu-du Ddu-du        |
| 2018 | 8. Juli       | Ddu-du Ddu-du        |
| 2019 | 21. April     | Kill This Love       |
| 2019 | 26. Mai       | Kill This Love       |
| 2020 | 5. Juli       | How You Like That    |
| 2020 | 12. Juli      | How You Like That    |
| 2020 | 19. Juli      | How You Like That    |
| 2020 | 20. September | Ice Cream            |
| 2020 | 27. September | Ice Cream            |
| 2020 | 4. Oktober    | Ice Cream            |
| 2020 | 11. Oktober   | Lovesick Girls       |
| 2020 | 18. Oktober   | Lovesick Girls       |
| 2020 | 25. Oktober   | Lovesick Girls       |

### M Countdown
| Jahr | Datum            | Titel             |
| ---- | ---------------- | ----------------- |
| 2016 | 8. September     | Whistle           |
| 2018 | 28. Juni         | Ddu-du Ddu-du     |
| 2018 | 5. Juli          | Ddu-du Ddu-du     |
| 2018 | 12. Juli         | Ddu-du Ddu-du     |
| 2020 | 9. Juli          | How You Like That |
| 2020 | 16. Juli         | How You Like That |
| 2020 | 15. Oktober 2020 | Lovesick Girls    |

### Music Bank
| Jahr | Datum       | Titel             |
| ---- | ----------- | ----------------- |
| 2018 | 29. Juni    | Ddu-du Ddu-du     |
| 2020 | 10. Juli    | How You Like That |
| 2020 | 31. Juli    | How You Like That |
| 2020 | 16. Oktober | Lovesick Girls    |

### Show Champion
| Jahr | Datum       | Titel             |
| ---- | ----------- | ----------------- |
| 2020 | 8. Juli     | How You Like That |
| 2020 | 15. Juli    | How You Like That |
| 2020 | 29. Juli    | How You Like That |
| 2020 | 14. Oktober | Lovesick Girls    |

### Show! Music Core
| Jahr | Datum    | Titel             |
| ---- | -------- | ----------------- |
| 2018 | 23. Juni | Ddu-du Ddu-du     |
| 2018 | 30. Juni | Ddu-du Ddu-du     |
| 2018 | 7. Juli  | Ddu-du Ddu-du     |
| 2018 | 14. Juli | Ddu-du Ddu-du     |
| 2020 | 11. Juli | How You Like That |
| 2020 | 18. Juli | How You Like That |
| 2020 | 25. Juli | How You Like That |